# Tinamus
Tinamus is een geslacht uit de vogelorde der tinamoes (Tinamiformes). Het geslacht bestaat uit vijf soorten.

## Soorten
- Tinamus guttatus – Witkeeltinamoe
- Tinamus major – Grote tinamoe
- Tinamus osgoodi – Zwarte tinamoe
- Tinamus solitarius – Kluizenaarstinamoe
- Tinamus tao – Grijze tinamoe